# Dalibor Matouš
Dalibor Matouš (21. srpna 1925 Horní Branná – 20. prosince 1992, Turnov) byl český malíř a grafik.

## Život a dílo
V letech 1945–1950 studoval na Vysoké škole uměleckoprůmyslové v Praze, nejprve v ateliéru Františka Tichého, později u Emila Filly. Byl členem skupiny TRASA do roku 1963. Od roku 1953 do své smrti žil v Turnově (Liberecký kraj). Zde vytvořil celé své dílo, v němž rozvíjel metodu kubismu. Nejčastějšími náměty jeho děl jsou zátiší, figurální kompozice, přírodní inspirace z prostředí lesa (personifikace), méně krajiny, v závěru tvorby tzv. "burlesky".
Za své názory byl často trestán, zejména po roce 1968 nemohl svou práci profesionálně vykonávat. Kromě malířského díla je autorem pozoruhodného díla grafického zahrnujícího 320 položek, převážně v hlubotiskových technikách.
Za svého života uspořádal 12 samostatných výstav, později se uskutečnilo dalších 16. Účastnil se řady výstav společných (např. skupiny TRASA, Fillovi žáci, Malíři Pojizeří v Muzeu a Pojizerské galerii Semily, do roku 1968 výstav Liberecké pobočky Svazu Československých výtvarných umělců, Ozvěny kubismu v Českém muzeu výtvarných umění Praha roku 2000 a další).